# 1930 w Wojsku Polskim
Kalendarium Wojska Polskiego 1930 – wydarzenia w Wojsku Polskim w roku 1930.

## Styczeń
1 stycznia

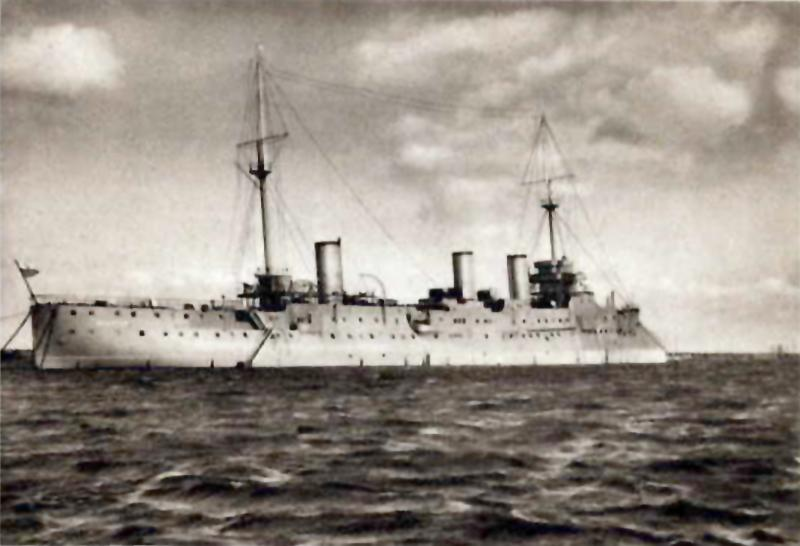
ORP „Bałtyk”

- Prezydent RP Ignacy Mościcki mianował:

generała brygady Felicjana Sławoja Składkowskiego zastępcą I Wiceministra Spraw Wojskowych i Szefa Administracji Armii z jednoczesnym powołaniem do służby czynnej,
generała brygady Ferdynanda Zarzyckiego generałem do zleceń I Wiceministra Spraw Wojskowych i Szefa Administracji Armii,
- Stanowisko szefa Kierownictwa Rejonu Intendentury w Warszawie objął porucznik gospodarczy Juliusz Woyde.

8 stycznia
- W Warszawie zmarł pułkownik Władysław Jagniątkowski (ur. 8 grudnia 1856) – oficer armii rosyjskiej i francuskiej, Legii Cudzoziemskiej i Armii Polskiej we Francji oraz oficer kontraktowy Wojska Polskiego, odznaczony Orderem Virtuti Militari[1] i pośmiertnie Krzyżem Niepodległości.

15 stycznia
- Prezydent RP Ignacy Mościcki mianował pułkownika dyplomowanego Tadeusza Malinowskiego dowódcą 17 Dywizji Piechoty w Gnieźnie.

20 stycznia
- Minister Spraw Wojskowych:

zmienił datę święta pułkowego 42 pułku piechoty w Białymstoku z 23 maja na 12 lipca,
zmienił datę święta pułkowego 26 pułku artylerii polowej w Skierniewicach z 21 września na 30 maja,
zatwierdził dzień 5 czerwca, jako datę święta dywizjonowego 2 dywizjonu pociągów pancernych w Niepołomicach,
zatwierdził wzór i regulamin odznaki pamiątkowej:
68 pułku piechoty we Wrześni,
22 pułku artylerii polowej w Rzeszowie,
7 pułku artylerii ciężkiej w Poznaniu,
3 dywizjonu samochodowego w Grodnie,
9 dywizjonu samochodowego w Brześciu,
batalionu elektrotechnicznego w Nowym Dworze Mazowieckim,
zatwierdził regulamin odznaki pamiątkowej 80 pułku piechoty w Słonimiu
24 stycznia
- W czasie podróży służbowej w Warszawie zmarł kapitan dyplomowany Jan Gołubski, pełniący obowiązki szefa Oddziału Wyszkolenia Sztabu DOK III w Grodnie.

27 stycznia
- W Grodnie zmarł major rezerwy artylerii Jan Gustaw Pietkiewicz, znany adwokat, obrońca wojskowy, kawaler Krzyża Walecznych[3]

## Luty
1 lutego
- Minister Spraw Wojskowych zatwierdził wzór i regulamin odznaki pamiątkowej Centrum Wyszkolenia Łączności w Zegrzu[4]

## Marzec
- z uzbrojenia pułków kawalerii i Korpusu Ochrony Pogranicza zostały wycofane ręczne karabiny maszynowe Chauchat wz. 1915; dwa miesiące później broń tego wzoru została wycofana także z pułków piechoty[5]
- w Białej Podlaskiej dokonano oblotu pierwszego prototypu samolotu myśliwskiego PWS-10[6]
- w Warszawie dokonano oblotu drugiego prototypu samolotu myśliwskiego PZL P-1[6]

1 marca
- Prezydent Rzeczypospolitej Polskiej zatwierdził wzór lewej strony płachty chorągwi 57 pułku piechoty[7].

5 marca
- Minister Spraw Wojskowych zatwierdził wzór i regulamin odznaki pamiątkowej Szkoły Podchorążych Rezerwy Piechoty w Zambrowie[8].

11 marca
- Minister spraw wojskowych:

zatwierdził wzór i regulamin odznaki pamiątkowej 21 pułku artylerii polowej,
zmienił datę święta pułkowego 24 pułku piechoty z 11 maja na 11 listopada,
zezwolił na uruchomienie Wojskowej Szkoły Muzycznej przy Państwowym Konserwatorium Muzycznym w Katowicach.
18 marca
- Minister Spraw Wojskowych:

nadał 13 pułkowi ułanów nadał wyróżniającą „ułanów wileńskich”,
zarządził utworzenie garnizonowej przychodni dentystycznej w Nowym Sączu

## Kwiecień
1 kwietnia
- ORP „Bałtyk” po remoncie i adaptacji wszedł w skład Dywizjonu Szkolnego jako siedziba Szkoły Specjalistów Morskich.

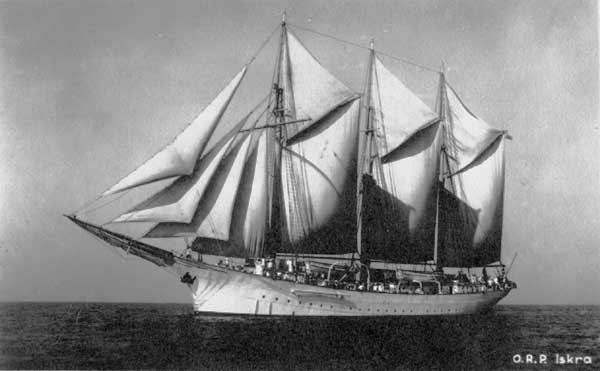
ORP „Iskra”

- Minister Spraw Wojskowych przemianował Szkołę Podchorążych Sanitarnych na Centrum Wyszkolenia Sanitarnego[11].

24 kwietnia
- Minister Spraw Wojskowych:

zmienił datę święta pułkowego 71 pułku piechoty w Zambrowie z 26 maja na 26 września,
zatwierdził wzór i regulamin odznaki pamiątkowej:
24 pułku piechoty w Łucku,
8 dywizjonu samochodowego w Bydgoszczy,
Baonu Podchorążych Rezerwy Piechoty Nr 9 w Berezie Kartuskiej → Szkoła Podchorążych Rezerwy
Centralnej Szkoły Strzelniczej w Toruniu,
Korpusu Kadetów Nr 3 w Rawiczu,
zatwierdził regulamin odznaki pamiątkowej 73 pułku piechoty w Katowicach,
zmienił nazwę koszar w garnizonie Żółkiew przy ul. Lanikiewicza i Św. Trójcy na: „Koszary im. Hetmana Żółkiewskiego” oraz nazwę koszar przy ul. Piłsudskiego (dawniej Glińskiej) na: „Koszary im. Króla Jana Sobieskiego”.

## Maj
5 maja
- W Katowicach otwarto Wojskową Szkołę Muzyczną przy Państwowym Konserwatorium Muzycznym[13]. Pierwszym komendantem szkoły został kpt. kplm. Faustyn Kulczycki.

7 maja
- Początek czwartego rejsu szkolnego ORP „Iskar”.

30 maja
- Minister spraw wojskowych przesunął święto 1 pułku artylerii przeciwlotniczej z 29 lipca na 18 marca[14]

## Czerwiec
14 czerwca
- W stoczni Chantiers Navals Français w Caen zwodowano okręt podwodny ORP „Żbik”.

15 czerwca
- Na Rynku w Przemyślu Inspektor Armii, generał dywizji Jan Romer w imieniu Prezydenta RP wręczył chorągiew 38 pułkowi piechoty Strzelców Lwowskich[15].

## Lipiec
1 lipca
- Minister Spraw Wojskowych zniósł orzełki na hełmach stalowych[16].

2 lipca
- Dowódca 1 Pułku Lotniczego rozkazem dziennym Nr 149/30 nakazał rozpocząć organizację 113 Eskadry Myśliwskiej Nocnej. Dowódcą eskadry został kapitan pilot Józef Werakso. Eskadra została wyposażona w pięć samolotów Breguet XIX B2[17].

8 lipca
- Podniesiono banderę na kontrtorpedowcu ORP „Wicher”.

22 lipca
- Biuro Ogólno Organizacyjne Ministerstwa Spraw Wojskowych wydało przepis służbowy P.S. 10–50 – „Organizacja – Piechota na stopie pokojowej”. Omawiany przepis służbowy ustalał organizację pułków piechoty (strzelców podhalańskich), baonów strzelców, baonów manewrowych oraz szkół piechoty. Szkołami piechoty były:

Szkoła Podchorążych Piechoty,
Szkoła Podchorążych Rezerwy Piechoty w Zambrowie,
Bataliony Podchorążych Rezerwy Piechoty,
Kompanie Podchorążych Rezerwy Piechoty,
Szkoła Podoficerów Zawodowych Piechoty,
Szkoły Podoficerskie dla małoletnich (skład osobowy Nr 37),
Szkoła Wysokogórska oraz
Centrum Wyszkolenia Piechoty (komenda – skład osobowy Nr 39).
Do przepisu dołączono 45 załączników zawierających składy osobowe poszczególnych części składowych jednostek piechoty. Wejście w życie przepisu służbowego określił rozkaz wykonawczy L.dz. 3900/tj. Org. Departamentu Piechoty MSWojsk. z 10 października 1930 roku.

## Sierpień
- Kapitan pilot Bolesław Orliński dokonał w Warszawie oblotu prototypu samolotu myśliwskiego PZL P-6[6].

3 sierpnia
- Na stadionie sportowym w Pleszewie inspektor armii, generał dywizji Edward Śmigły-Rydz wręczył chorągiew dowódcy 70 Pułku Piechoty pułkownikowi dyplomowanemu Mieczysławowi Mozdyniewiczowi[19].

5 sierpnia
- Minister spraw wojskowych:

ustalił nazwę dla koszar 15 pułku ułanów oraz nadał nowym koszarom w Pińsku nazwę „Koszary im. Marszałka Józefa Piłsudskiego”;
zatwierdził święto 5 batalionu telegraficznego na dzień 15 maja.
8 sierpnia
- W katastrofie lotniczej zginęli żołnierze 4 Pułku Lotniczego z Toruniu, por. pil. Kazimierz Królikowski i mł. majster Józef Romański[21]

9 sierpnia
- Minister spraw wojskowych ustalił dzień 15 września, jako datę obchodu święta batalionowego nowo formowanego 2 batalionu balonowego[22].

23 sierpnia
- Minister spraw wojskowych zatwierdził wzór i regulamin odznaki pamiątkowej 16 pułku piechoty[23].
- W Obozie Ćwiczeń Leśna k. Baranowicz zmarł generał brygady Olgierd Pożerski.

## Wrzesień
- Ministerstwo Spraw Wojskowych w porozumieniu z Ligą Obrony Powietrznej i Przeciwgazowej oraz Aeroklubem RP zorganizowało Lotniczego Przysposobienia Wojskowego (Lotn. PW)[6]

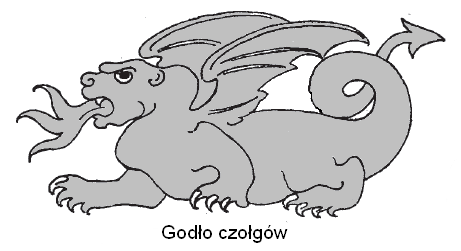
Oznaka oficerów i szeregowych czołgów

17 września
- minister spraw wojskowych zniósł:

„ryngraf służbowy” żandarmerii,
„łódkę z nabojami”, jako odznakę kompanii (szwadronów) karabinów maszynowych na lewym rękawie kurtki i płaszcza,
„smoka” na lewym rękawie kurtki i płaszcza oficerów i szeregowych czołgów,
wprowadził dla szeregowych - orkiestrantów w pułkach piechoty na tylnej części łapki „lirę”, tłoczoną z blachy z białego metalu,
zezwolił szeregowym - orkiestrantom orkiestr piechoty od stopnia kaprala wzwyż przy ubiorze wyjściowym, poza służbą, nosić „lirę” haftowaną nićmi srebrnymi
- minister spraw wojskowych zatwierdził:

wzór i regulamin odznaki pamiątkowej 13 pułku artylerii polowej,
wzór i regulamin odznaki pamiątkowej Baonu Podchorążych Rezerwy Piechoty Nr 2
zatwierdził regulamin odznaki pamiątkowej 6 pułku ułanów
30 września
- Prezydent Rzeczypospolitej Ignacy Mościcki nadał generałowi brygady Olgierdowi Pożerskiemu pośmiertnie z dniem 1 września 1930 roku stopień generała dywizji[26].

## Październik
- w Warszawie dokonano oblotu pierwszego prototypu samolotu myśliwskiego PZL P-7[6]

6 października
- minister spraw wojskowych wprowadził dla oficerów broni i szeregowych barwne otoki na czapkach oraz zezwolił oficerom i podoficerom zawodowym broni na noszenie ciemnych spodni z lampasami; ostateczny termin zmiany otoków został ustalony na dzień 1 maja 1931[27] → Barwy broni i służb Wojska Polskiego II RP
- minister spraw wojskowych zatwierdził regulamin odznaki pamiątkowej 7 pułku strzelców konnych[28]

23 października
- koniec czwartego rejsu szkolnego ORP „Iskra”; okręt zawinął do portów: Lizbona, Santa Cruz de Tenerife, Las Palmas, Santiago de Cuba, Newport News

24 października
- podpułkownik dyplomowany kawalerii Jan Tatara i porucznik rezerwy Stanisław Zaćwilichowski zmarli w następstwie obrażeń ciała doznanych w wypadku drogowym pod Drobinem

29 października
- minister spraw wojskowych zatwierdził wzór i regulamin odznaki pamiątkowej:

11 pułku artylerii polowej w Stanisławowie,
19 pułku artylerii polowej w Nowej Wilejce
- minister spraw wojskowych zatwierdził do użytku służbowego Instrukcję {\displaystyle {\tfrac {Sap.7-II}{1930}}} „Ciężki most drogowy systemu Dworakowskiego”[30]

30 października
- w gabinecie Centralnego Instytutu Wychowania Fizycznego Józefa Piłsudskiego w Warszawie pracownik naukowy tej uczelni kpt. dr Zdzisław Szydłowski po sprzeczce śmiertelnie postrzelił innego wykładowcę tej szkoły, kpt. dr. Alojzego Pawełka[31]

## Listopad
- Major dyplomowany pilot w stanie spoczynku Wiktor Willmann został kierownikiem Referatu Lotniczego w Wydziale I Ogólnym Komendy Głównej Policji Państwowej[32].

3 listopada
- Wojskowy Sąd Okręgowy Nr X w Przemyślu uznał kapitana piechoty Czesława Wawrosza winnym umyślnego zabójstwa porucznika rezerwy Tadeusza Jakubowskiego, i skazał go na karę jednego roku i dwóch miesięcy więzienia zastępującego dom poprawy, pozbawienia stopnia oficerskiego i wydalenie z korpusu oficerskiego.

10 listopada
- Prezydent Rzeczypospolitej nadał z dniem 1 stycznia 1931 roku:

stopień generała dywizji – generałom brygady: Stefanowi Dąb-Biernackiemu (lokata 1.), Gustawowi Orlicz-Dreszerowi (2) i Kazimierzowi Fabrycemu (3),
stopień generała brygady – pułkownikom: Janowi Kruszewskiemu (lokata 1.), Tadeuszowi Malinowskiemu (2), Kordianowi Zamorskiemu (3), Sergiuszowi Zahorskiemu (4) i Stanisławowi Skwarczyńskiemu (5).
stopień pułkownika – 30 podpułkownikom, w tym 13 z korpusu oficerów piechoty, 7 z korpusu oficerów kawalerii i 10 z korpusu oficerów artylerii. Jednocześnie Ignacy Mościcki zezwolił wymienionym oficerom na nałożenie odznak nowych stopni przed dniem 1 stycznia 1931 roku.
13 listopada
- Minister spraw wojskowych zmienił datę święta pułkowego 67 pułku piechoty z 2 na 20 maja[34].

19 listopada
- Prezydent Rzeczypospolitej Polskiej na wniosek ministra spraw wojskowych zatwierdził wzór lewej strony płachty chorągwi 70 pułku piechoty[35].

## Grudzień
2 grudnia
- Prezydent Rzeczypospolitej nadał komandorowi Jerzemu Świrskiemu z dniem 1 stycznia 1931 roku stopień kontradmirała w korpusie oficerów marynarki wojennej i 1. lokatą. Tego samego dnia Ignacy Mościcki nadał stopień pułkownika:

3 podpułkownikom korpusu sądowego (Tadeusz Petrażycki, Stanisław Cięciel, Michał Przywara),
9 podpułkownikom lekarzom (Mikołaj Werakso, Antoni Szwojnicki, Kazimierz Jerzy Miszewski, Czesław Wincz, Adolf Jacewski, Ludwik Sojka, Władysław Dzierżyński, Antoni Łobocki, Leon Kajetan Owczarewicz),
2 podpułkownikom lekarzom weterynarii (Leopold Dobiasz, Marcin Marczewski),
podpułkownikowi korpusu uzbrojenia (Kazimierz Moniuszko),
oraz nadał stopień podpułkownika 123 majorom, w tym 45 majorom piechoty, 6 kawalerii, 28 artylerii, 1 lotnictwa, 4 saperów, 2 łączności, 2 żandarmerii, 6 korpusu sądowego, 17 lekarzom, 3 aptekarzom, 4 korpusu uzbrojenia, 1 geografowi oraz 4 lekarzom weterynarii. Jednocześnie zezwolił wymienionym na nałożenie oznak nowych stopni przed 1 stycznia 1931 roku.
10 grudnia
- minister spraw wojskowych zatwierdził wzór i regulamin odznak pamiątkowych:

9 pułku artylerii ciężkiej,
Centrum Wyszkolenia Saperów
15 grudnia
- Prezydent RP powierzył generałowi dywizji Danielowi Konarzewskiemu kierownictwo Ministerstwa Spraw Wojskowych od dnia 16 grudnia do powrotu marszałka Polski Józefa Piłsudskiego z urlopu wypoczynkowego, co nastąpiło 29 marca 1931 roku.

22 grudnia
- na lotnisku Le Bourget w Paryżu kpt. pil. Bolesław Orliński zademonstrował w locie prototyp samolotu myśliwskiego PZL P-6[6]